# Frank Riley
Frank Riley (n. 8 iunie 1915 – d. 24 aprilie 1996) a fost pseudonimul lui Frank Rhylick, un scriitor american de literatură științifico-fantastică. Este cel mai bine cunoscut pentru romanul Mașina eternității (scris împreună cu Mark Clifton), care a câștigat Premiul Hugo pentru cel mai bun roman în anul 1955. Cariera sa literară s-a desfășurat doar în perioada 1955 - 1958. A scris și ficțiune scurtă, ca de exemplu "Father Anton Dymek". A fost gazda unei emisiuni radio în zona orașului Los Angeles.

## Opera

### Romane
- They'd Rather Be Right (1957) - cu Mark Clifton, apărut și cu titlul The Forever Machine

ro. Mașina eternității - editura Cristian 1993, 1994
- The Executioner (2010)

### Povestiri
- "The Cyber and Justice Holmes" (1955)
- "Bright Islands" (1955)
- "The Executioner" (1956)
- "Project Hi-Psi" (1956)
- "Abbr." (1957)
- "Eddie" (1957)
- "A Question of Identity" (1958)
- "Wunderkälte" (1962)